# 10 stories down
10 stories down is het vierde studioalbum van The Pineapple Thief (TPT). Opnamen vonden plaats in de periode januari 2004 tot en met maart 2005; plaats van handeling was de geluidsstudio The Dining Room. De eerste duizend exemplaren gingen vergezeld door een tweede cd onder de titel 8 days later. Het is het eerste album waarbij TPT als muziekgroep wordt voorgesteld, voorgaande albums speelde Soord helemaal zelf vol of schakelde gastmusici in. Twee pseudoniemen van Soord (Mark Davies en Nick Lang) werden op dit album voorgesteld als de hoesontwerpers.
Soord had met platenlabel Cyclops Records afgesproken, dat er eens in de 18 maanden een album moest worden uitgebracht. Voorafgaand aan 10 stories down werd daarom op een collector’s item in november al 12 stories down uitgegeven met de in Soords ogen slechte mix en persing. In juni 2005 volgde dan de officiële uitgave. Soord bleef ontevreden over het drumgeluid; het was de eerste plaat waarop TPT een drummer had ingeschakeld. In 2011 werd het album opnieuw gemixt en geremasterd uitgegeven door Kscope, die de gehele backcatalogus van TPT zou uitbrengen. Cyclops was gestopt met het uitgeven van albums.  

## Musici
- Bruce Soord – gitaar, zang, toetsinstrumenten
- Matt O’Leary – toetsinstrumenten, koebel
- Wayne Higgins – gitaar, achtergrondzang
- Keith Harrison – drumstel, percussie, achtergrondzang
- Jon Sykes – basgitaar, achtergrondzang

Met
- Richard Hunt – viool op Prey for me, The world I always dreamed of, The answers, Start your descent
- Libby Bramley – achtergrondzang op The world I always dreamed of, The answers
- Wayne Duncan – drumstel op Slip away

## Muziek
| Nr. | Titel                                       | Duur  |
| --- | ------------------------------------------- | ----- |
| 1.  | Prey for me (Soord)                         | 6:39  |
| 2.  | Clapham (Soord, Sykes, Higgins)             | 4:28  |
| 3.  | Wretched soul (Soord)                       | 4:59  |
| 4.  | The world I always dreamed of (Soord)       | 7:10  |
| 5.  | Start your descent (Soord)                  | 3:54  |
| 6.  | My own oblivion (Soord)                     | 3:39  |
| 7.  | It’s just you and me (Soord)                | 4:56  |
| 8.  | The answers (Soord)                         | 5:22  |
| 9.  | From where you’re standing (Soord, Higgins) | 4:03  |
| 10. | Light up your eyes (1: I; 2: Who) (Soord)   | 15:34 |

| Nr. | Titel                             | Duur |
| --- | --------------------------------- | ---- |
| 1.  | Sunday: crash (Soord)             | 6:24 |
| 2.  | Monday: sleep (Soord)             | 5:25 |
| 3.  | Tuesday: haboob (Soord)           | 9:08 |
| 4.  | Wednesday: the snail song (Soord) | 8:33 |
| 5.  | Thursday: fifty four (Soord)      | 7:00 |
| 6.  | Friday: 5 minutes (Soord)         | 5:13 |
| 7.  | Saturday: reverse (Soord)         | 8:24 |
| 8.  | Sunday: King Street (Soord)       | 8:30 |